# Muakjae (métro de Séoul)
Muakjae (en coréen : 무악재역) est une station de la ligne 3 du métro de Séoul. Elle est située dans l'arrondissement de Seodaemun-gu à Séoul en Corée du Sud.

## Situation sur le réseau

Plan du réseau (2023)

## Histoire
La station Muakjae est mise en service le 12 juillet 1985,.

## Services aux voyageurs

### Desserte

Installations
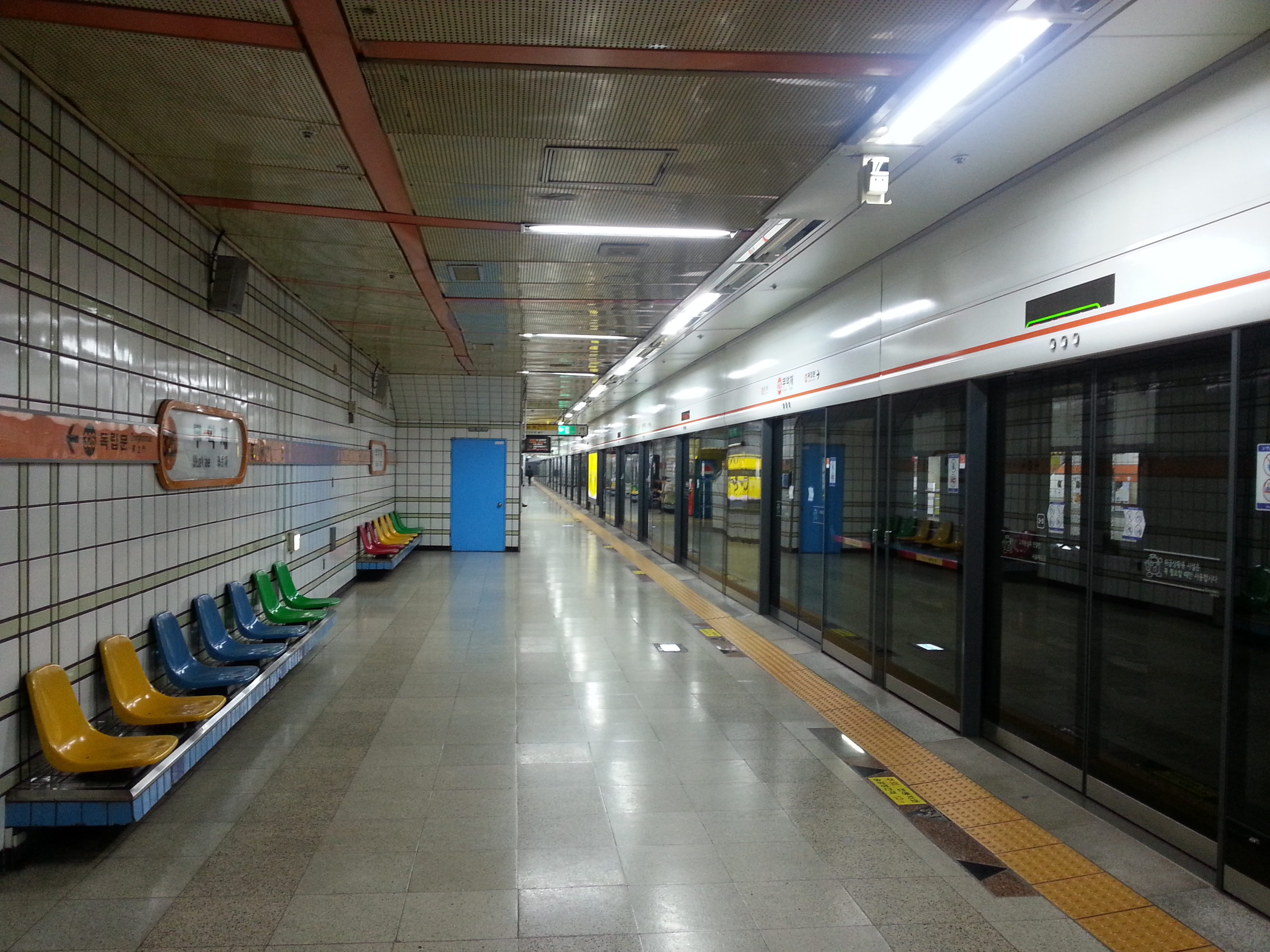
En 2013.
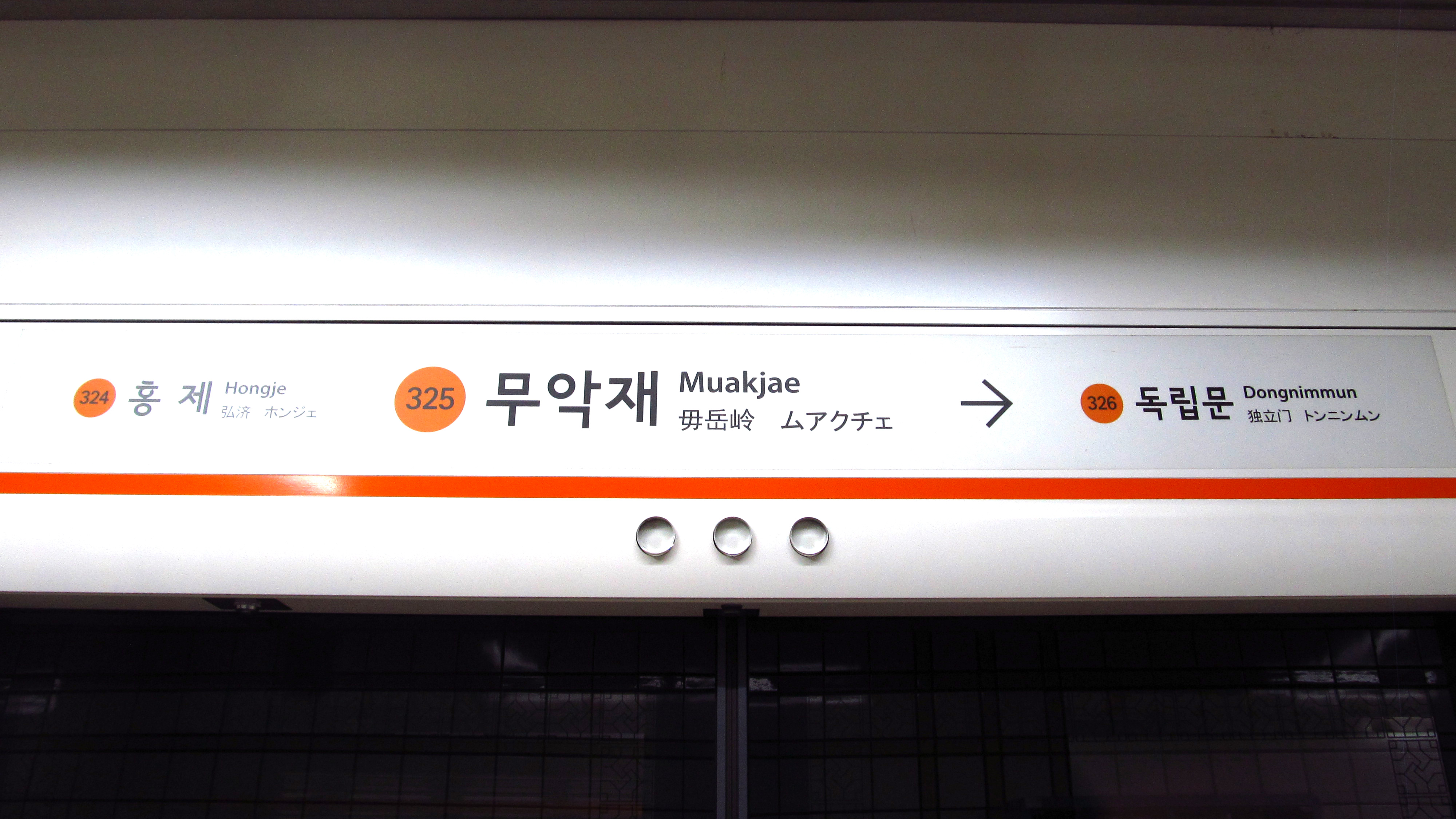
En 2019.
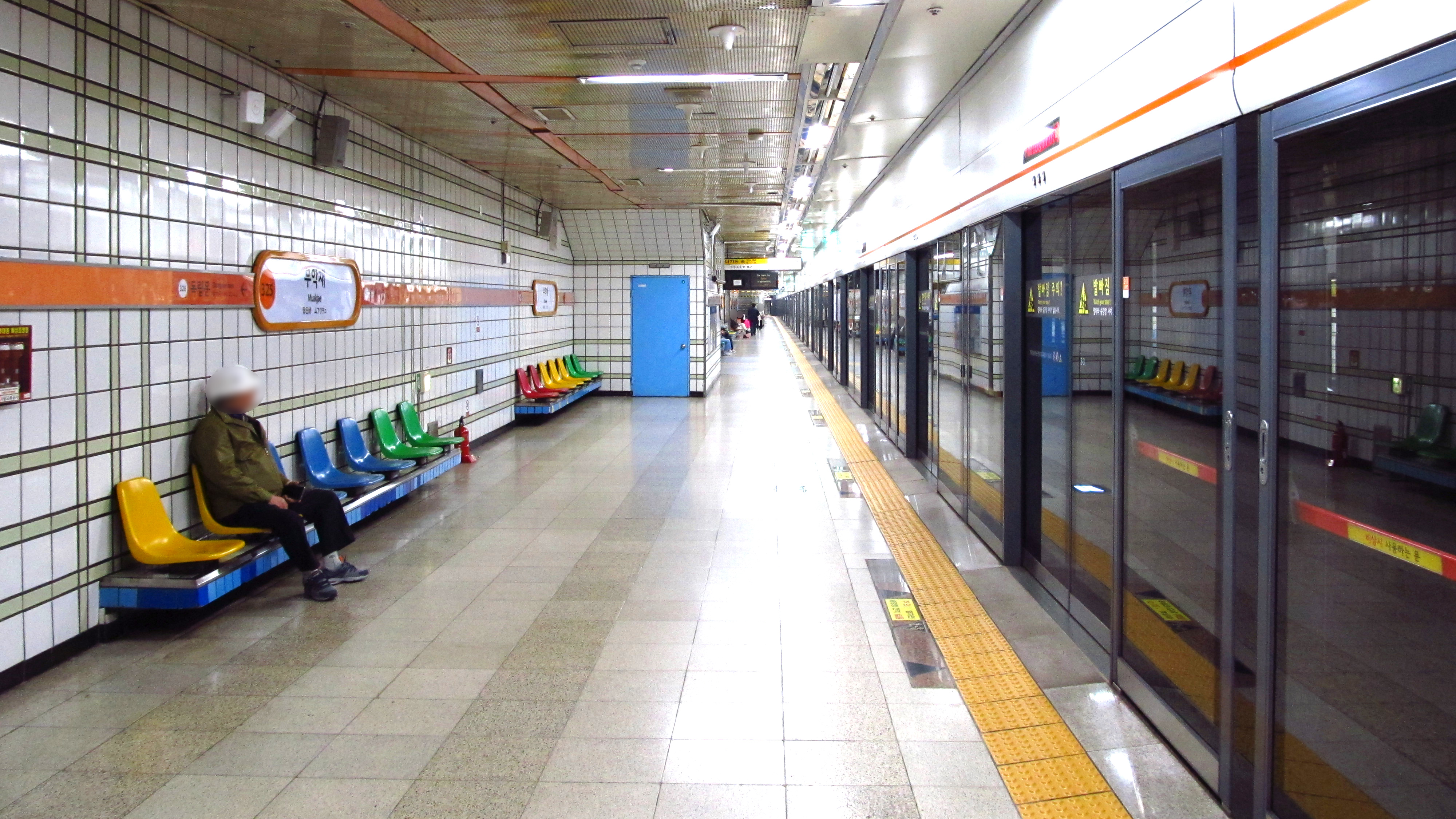
En 2019.